# Бьяка-Бода, Виктор
Виктор Бьяка-Бода (фр. Victor Biaka-Boda; 1913—1950) — знахарь, сенатор Франции от Берега Слоновой Кости.

## Биография
Родился 25 февраля 1913 года в городе Ганьоа.
Окончив медицинскую школу Afrique Occidentale Française в Дакаре, Бьяка-Бода вернулся на родину, где занялся врачебной практикой. Был членом Демократической партии Кот-д’Ивуара (фр. Parti Démocratique de la Côte d'Ivoire — Rassemblement Démocratique Africain, сокр. PDCI-RDA). 14 ноября 1948 года был избран в сенат Франции.
28 января 1950 года во время очередной предвыборной кампании в окрестностях города Буафле его машина сломалась, и, пока водитель её ремонтировал, сенатор отлучился в джунгли. Его обугленные кости нашли только в ноябре. В июле 1951 года журнал Time сообщил, что одна из версий убийства — каннибализм.
В честь Виктора Бьяка-Бода был назван стадион в городе Ганьоа, на котором выступает местный футбольный клуб «Ганьоа».
В 1993 году о нём была издана книга La «Disparition» du patriote ivoirien Victor Biaka Boda.